# Boudnib
Boudnib (Arabisch: بوذنيب) is een kleine Marokkaanse stad in de provincie Errachidia. De plaats ligt in het oosten van Marokko, dicht bij de grens met Algerije, in het Atlasgebergte. 

## Ligging en klimaat
Boudnib ligt aan de rivier Oued Guir, die ontspringt in de Hoge Atlas maar grotendeels droog is. De plaats bevindt zich in een rotsachtige woestijnlandschap (hammada) op een hoogte van circa 950 meter. De stad Errachidia ligt op bijna 88 kilometer afstand naar het westen; de oasestad Figuig ongeveer 230 kilometer naar het oosten. Het klimaat is heet en droog en regen (circa 120 mm/jaar) valt het hele jaar door, of helemaal niet.
In de buurt van Boudnib ligt de grot Kef Aziza, die bijna 4 km lang is. Deze wordt beschouwd als een van de zes belangrijkste grotten van Marokko.